# (37986) 1998 HQ144
1998 HQ144 (asteroide 37986) é um asteroide da cintura principal. Possui uma excentricidade de 0.23331670 e uma inclinação de 12.64856º.
Este asteroide foi descoberto no dia 21 de abril de 1998 por LINEAR em Socorro.